# Cerami
Cerami é uma comuna italiana da região da Sicília, província de Enna, com cerca de 2.463 habitantes. Estende-se por uma área de 94 km², tendo uma densidade populacional de 26 hab/km². Faz fronteira com Capizzi (ME), Cesarò (ME), Gagliano Castelferrato, Mistretta (ME), Nicosia, Troina.

## Demografia
| Variação demográfica do município entre 1861 e 2011                               |
|                                                                                   |
| Fonte: Istituto Nazionale di Statistica (ISTAT) - Elaboração gráfica da Wikipedia |